# Chłopiec do bicia

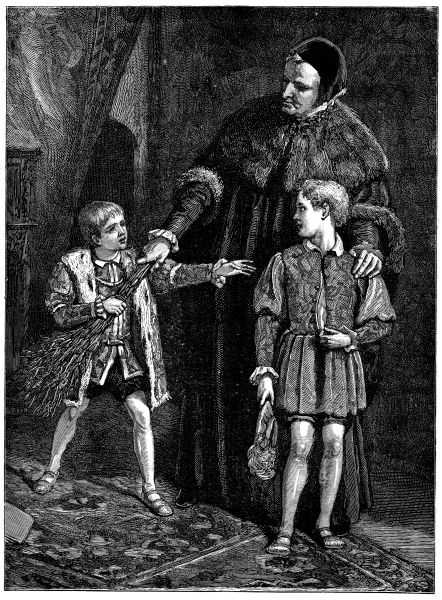
„Książę Edward VI i jego chłopiec do bicia”, Walter Sydney Stacey

Chłopiec do bicia (eng. Whipping boy) – młodzieniec na dworze królewskim wyznaczony do otrzymywania kar cielesnych, na które zasługiwał syn królewski, a którego ze względu na urodzenie nie wolno było karcić.

## Opis
Instytucja chłopca do bicia była rozpowszechniona w Anglii i Szkocji, szczególnie w XV i XVI wieku, za panowania władców z dynastii Tudorów i Stuartów. Chłopcem do bicia był na ogół wysoko urodzony młodzieniec, który wraz z księciem dorastał i wychowywał się na dworze królewskim i był jednym z najbliższych kompanów młodego następcy tronu. Kara wymierzana chłopcu do bicia miała być przykra dla księcia, który miał ją traktować jak wymierzoną jemu osobiście, co było realne dzięki przyjacielskim relacjom między młodzieńcami. Jednym z opisywanych w literaturze był William Murray – chłopiec do bicia księcia Karola I Stuarta. W roku 1643 Karol I nadał mu tytuł pierwszego earla Dysart.

## Chłopiec do bicia w kulturze
Zwrot ten został pierwszy raz użyty w literaturze za panowania Karola I. Sformułowanie to stało się synonimem kozła ofiarnego – kogoś, kto jest w jakiś sposób piętnowany za urojone lub rzeczywiste błędy innych osób. Temat ten posłużył do napisania książki The Whipping Boy. Na jej podstawie w roku 1994 powstał film Chłopiec do bicia.